# Dendrosida sharpiana
Dendrosida sharpiana là một loài thực vật có hoa trong họ Cẩm quỳ. Loài này được (Miranda) J.E.Fryxell mô tả khoa học đầu tiên năm 1971.